# 쓰가노 가쿠
쓰가노 가쿠(ツガノ ガク, 1978년 ~ ) 또는 츠가노 가쿠는 일본의 만화가이다. 지바현 출신. 아오야마가쿠인 대학 경영학부를 졸업했다. 《회색의 거리와 금빛의 석양》을 통해 제14회 에이스 신인 만화상 장려상을 수상했다. 《월간 소년 에이스》에서 《스즈미야 하루히의 우울》 (타니가와 나가루 원작)을 연재중.

## 작품
- 쟌! (에이스 특촬 2003년 Vol.1)
- 雀ゴロ女子高生竜子 (소년 에이스 2003년 5월호)
- 시간을 달리는 소녀 (츠츠이 야스타카 원작, 에이스 특촬 2003년 Vol.2 ~ 2004년 Vol.8)
- 騒々、背高草
- 非ず者 (소년 에이스 2004년 11월호)
- 스즈미야 하루히의 우울 (타니가와 나가루 원작, 소년 에이스 2005년 11월호 ~ )